# Lindisfarne

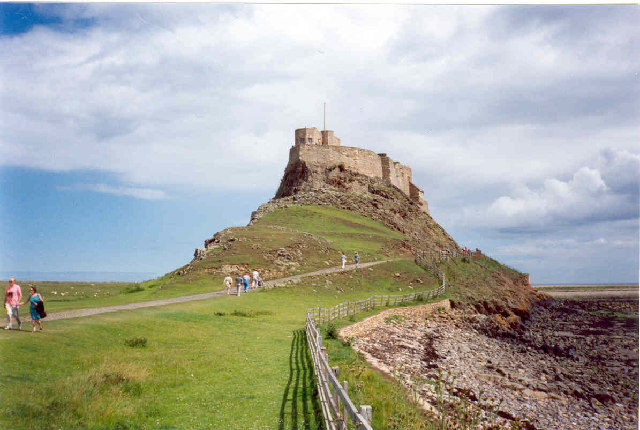
O Castelo de Lindisfarne

Lindisfarne (também chamada de Lindesfarne ou Holy Island, Ilha Sagrada) é uma ilha de maré (acessível com a maré baixa) na costa nordeste da Inglaterra, que é ligada à terra firme de Northumberland por uma estrada a pique. De acordo com o censo de 2001, possuía uma população de 162 habitantes.

## História
A abadia de Lindisfarne foi fundada pelo irlandês Santo Edano, que fora mandado da Abadia de Iona, localizada na Ilha de Iona, na costa oeste da Escócia, para a Nortúmbria, a pedido do rei Osvaldo (Oswald), por volta de 635 O lugar transformou-se na base para a conversão ao cristianismo no norte da Inglaterra, e também mandou uma missão evangelizadora para a Mércia.
O mosteiro foi saqueado e pilhado por vikings dinamarqueses em 8 de junho de 793, num episódio considerado pelos historiadores como o início da era das invasões vikings na Europa.